# Quartetto per archi n. 3 (Brahms)
Il Quartetto per archi n. 3 in si bemolle maggiore, opus 67, è il terzo ed ultimo quartetto d'archi di Johannes Brahms. Cominciato nel 1875 a Vienna, due anni dopo i suoi precedenti quartetti ed un anno prima della sua prima sinfonia, e terminato nel 1876 a Ziegelhausen, nei pressi di Heidelberg. Venne pubblicato da Simrock ed eseguito per la prima volta a Berlino, il 30 ottobre 1876, dal Quartetto Joachim ed un mese più tardi venne rieseguita dal Quatuor Hellmesberger. Il quartetto venne dedicato da Brahms al suo amico, il professore Engelmann.
Qualche anno dopo, Brahms ne fece una trascrizione per piano a quattro mani.

## Struttura
1. Vivace (in 6/8)
2. Andante (in fa maggiore, in 4/4)
3. Agitato (allegretto non troppo, in re minore, in 3/4)
4. Poco allegretto con variazioni (in si bemolle maggiore, in 2/4)

La durata dell'esecuzione supera di poco la mezz'ora.